# Herpis fusca
Herpis fusca är en insektsart som först beskrevs av Metcalf 1938.  Herpis fusca ingår i släktet Herpis och familjen Derbidae. Inga underarter finns listade i Catalogue of Life.